# Porta Lodovica
Porta Lodovica è una delle quattro porte succursali di Milano, ricavata lungo i bastioni spagnoli, oggi demoliti, come succursale di Porta Ticinese. Posta a sud della città in piazzale di Porta Lodovica, si apriva lungo la strada per San Celso. Demolito alla fine dell'Ottocento l'arco neoclassico, e nel 1905 il casello daziario (1897), sorgeva al centro dell'omonimo piazzale, allo sbocco dell'attuale corso Italia. Secondo un'indagine condotta da Scenari Immobiliari nel 2020, questa zona è al primo posto nella classifica dei quartieri che offrono la migliore vivibilità a Milano.

## Storia

### Le origini
Sulla strada per San Celso nel 1496 era stata eretta per volere di Lodovico il Moro, laddove già esisteva la precedente Pusterla di Sant'Eufemia, una pusterla monumentale d'accesso alla città, intitolata in suo onore Pusterla Lodovica. Essa era l'accesso privilegiato dei molti pellegrini che arrivavano da fuori città a vedere l'immagine miracolosa della Madonna, conservata presso la Chiesa di San Celso (a fianco della quale sarebbe stata poi costruita, fra il 1490 e il 1506 la Chiesa di Santa Maria presso San Celso.
La successiva porta all'interno dei Bastioni spagnoli prese pertanto il nome dalla precedente pusterla. Porta Lodovica era dunque l'accesso obbligato - per chi veniva da fuori città - per raggiungere le chiese di S. Celso, quella di Santa Maria presso San Celso e quelle di S. Eufemia e San Paolo Converso.

### La demolizione
Quando, nel 1860, si svilupparono nuovi quartieri nella periferia, il sistema dei Bastioni e delle porte divenne, da punto di forza, un intralcio all'edilizia che s'espandeva sul territorio.
Dal 1880, la zona di Porta Lodovica fu vittima di questo mutamento: dapprima aumentarono i "varchi" poi, nel 1905, furono demolite le mura tra Porta Ticinese e Porta Lodovica e tutte le parti che non furono abbattute vennero incluse fra le costruzioni che andarono a riempire la fascia tra i Bastioni e circonvallazione.
L'arco della porta fu smontato alla fine dell'Ottocento per esigenze viabilistiche. Ne era prevista la ricostruzione all'interno del Parco di Monza, ma se ne persero le tracce.
Attualmente, nel piazzale di Porta Lodovica non s'intravedono più tracce né di porta né di archi, ma si nota come costituisse un punto di riferimento importante per unire il centro storico con l'area dei Bastioni della prima circonvallazione interna e con quella della circonvallazione esterna.